# Ernst Buchner (Mediziner)
Ernst Buchner (* 8. November 1812 in München; † 2. Januar 1872 ebenda) war ein deutscher Arzt, Gerichtsmediziner und Universitätslehrer.

## Leben
Augustin Buchner (1784–1869), Ernst Buchners Vater, war promovierter Jurist, Oberrechnungsrat, ab 1835 Direktor „in provisorischer Eigenschaft“ bei der Regierungs-Finanzkammer des Rheinkreises und ab 1842 königlich bayerischer Finanzministerialrat in München. 1838 erhob ihn König Ludwig I. zum Ritter des Verdienstordens vom Heiligen Michael I. Klasse. Felicitas Buchner, geborene Niederauer (1785–1863), stammte aus München. Mit den Brüdern Carl August (* 1813) und Otto (* 1816) wuchs Ernst Buchner in München auf, absolvierte hier seine schulische Ausbildung. 1829 schloss er das (heutige) Wilhelmsgymnasium München ab und studierte anschließend Medizin. 1834 promovierte er zum Dr. med. mit der Arbeit De Febre Puerperali (Über das Puerperalfieber). 1838 erhielt er die Erlaubnis zur „Ausübung der ärztlichen Praxis in München in Berücksichtigung seiner Qualifikation und der besonderen Richtung auf das Gebiet der Geburtshilfe“ und wurde im selben Jahr zum königlichen Hofstabs-Hebarzt berufen. Nach dem Ableben des praktischen Arztes Heinrich Vogel (1787–1839) übernahm er im Januar 1840 die ärztliche Leitung der 1839 gegründeten Münchner Kinderheilanstalt. Nach seiner Habilitation 1843 für Geburtshilfe und gerichtliche Medizin erhielt Buchner 1844 die Bestätigung als Privatdozent für Geburtshilfe. Die Kinderheilanstalt wurde unter seiner Leitung 1845 in die ambulatorische „Poliklinik für Kinder- und Frauen-Krankheiten“ umgewandelt, allerdings zum Ende des Jahres 1847 bereits wieder geschlossen. 1848 wurde Buchner ehrenamtliches Mitglied des „Medicinal-Comités“ der Universität; 1849 wurde er zum Ehrenprofessor der medizinischen Fakultät ernannt und hielt weiter Vorlesungen über Geburthife und Gerichtsmedizin an der Universität. Erst 1869 berief ihn die Münchner Universität zum außerordentlichen Professor für gerichtliche Medizin. Nach dem Rückzug Aloys Martins aus der Redaktion im Jahr 1869 wurde Buchner Schriftleiter der in München herausgegebenen Wochenschrift Aerztliches Intelligenz-Blatt, dem Vorläuferorgan von Münchener Medizinische Wochenschrift.
1838 ging Ernst Buchner mit Amalie Mayler aus München die Ehe ein. Der 1839 geborene Sohn August starb bereits im Alter von 10 Jahren, ein weiterer Sohn Anton kurz nach seiner Geburt (1842) und vier Tage später auch die Mutter an Kindbettfieber. 1843 heiratete er in zweiter Ehe Caroline Sprengler aus Passau. Dieser Ehe entstammte die Tochter Amalie (* 1844); der Sohn Joseph starb am Tag seiner Geburt (1845) und kurz darauf auch Caroline Buchner (1846). 1849 heiratete er Friederica Martin (1823–1908) aus München. Kinder dieser Ehe waren Hans Ernst August Buchner (1850–1902), der wie der Vater Arzt wurde, und Eduard Buchner (1860–1917), 1907 Nobelpreisträger für Chemie. Ernst Buchner starb im 60. Lebensjahr an den Folgen eines Schlaganfalls. Sein Nachfolger als Redakteur und Schriftleiter des Ärztliche Intelligenzblattes für die folgenden 14 Jahre wurde der in München geborene praktische Arzt Leopold Graf (1838–1885). Seiner Witwe wurde eine Pension des „Pensionsvereins für Witwen und Waisen“ zuerkannt, den er selbst mitbegründet und in dem er jahrelang als Schatzmeister ehrenamtlich gewirkt hatte.

## Schriften
- Ernesto Carolo Cratone Buchner: De Febre Puerperali. Dissertatio inauguralis. Wilhelm Becker, Würzburg 1836.
- Das Straf-Gesetzbuch und das Polizei-Strafgesetzbuch für das Koenigreich Bayern in ärztlicher Beziehung. Fleischmann, München 1862.
- Lehrbuch der gerichtlichen Medizin für Ärzte und Juristen. Nach eigenen und fremden Erfahrungen bearbeitet von Dr. Ernst Buchner. J. A. Finsterlin, München 1867 (Nachdruck 2016).

Beiträge (Auswahl):
- Über simulierten Blödsinn, in: Friedreich’s Blätter für gerichtliche Medizin 13, 1862, S. 325–352.
- Die Pyromanie. Eine historische Skizze, in: Friedreich’s Blätter für gerichtliche Medizin 14, 1863, S. 141–149.
- Größenwahnsinn mit fortschreitender Lähmung. Selbstbestimmungsfähigkeit?, in: Friedreich’s Blätter für gerichtliche Medizin 15, 1864, S. 83–135.
- Schlag mit einer Zaunlatte ins Genick; Tod durch massenhaftes Blutextravasat in die Schädelhöhle, in: Friedreich’s Blätter für gerichtliche Medizin 21, 1870, S. 123–128.
- Selbstbestimmungsfähig, oder nicht? Querulantenwahnsinn, in Friedreich’s Blätter für gerichtliche Medizin 22, 1871.

Redaktion:
- Bayerisches ärztliches Intelligenzblatt (1859).

Herausgeber:
- Friedreich’s Blätter für gerichtliche Medizin und Sanitätspolizei. Friedrich Korn’sche Buchhandlung, Nürnberg (1862).